# Győri Mátyás
Győri Mátyás (Debrecen, 1997. február 2. –) magyar válogatott kézilabdázó, irányító, jelenleg a Ferencvárosi TC játékosa.

## Pályafutása

### Klubcsapatokban
2013-ban mutatkozott be az első csapatban Balatonfüreden, abban a szezonban 9 mérkőzésen 11 gólt szerzett. A 2014–15-ös évadban már 14 mérkőzésen 15 találatig jutott a bajnokságban, az EHF-kupa csoportkörében pedig 13 gólt szerzett. Mindeközben az ifjúsági csapatban egymás után a második szezonjában is 7 gólos átlag felett zárt. A 2015–16-os idényben vált stabil kerettaggá. 2015. augusztus 24-én bejelentették, hogy szerződését 2019-ig meghosszabbította.
2016. október végén került be először a felnőtt válogatott keretébe, és november 6.-án Hollandia ellen idegenben be is mutatkozott. Bekerült a 2017-es világbajnokságra készülő bő keretbe, de betegség miatt nem tudta időben megkezdeni a felkészülést, és a szűk keretnek sem lett végül tagja. Általános közvélekedés szerint a magyar férfi kézilabda egyik legnagyobb tehetsége.
A Balatonfüreddel kötött szerződését nem töltötte ki, mivel ahogy 2017 márciusában hivatalosan is bejelentették, a következő idénytől a Telekom Veszprém játékosa lesz, akikkel 2021 nyaráig érvényes szerződést kötött. Utolsó Balatonfüreden töltött szezonjában 158 góljával a bajnokság gólkirálya lett. 2017 decemberében súlyos térdsérülést szenvedett egy Csurgó elleni bajnoki találkozón, aminek következtében meg kellett műteni és több hónapos kihagyás várt rá.
A 2018-2019-es idény előtt a Tatabányához került kölcsönbe. A felkészülési időszakban ismét térdsérülést szenvedett, így újabb féléves kihagyás várt rá. 2019 márciusára épült fel és került vissza a csapat keretébe. A 2019-2020-as szezont is a Tatabányánál töltötte, ahol felépülése után bajnokságban és az EHF-kupában is meghatározó tagja lett csapatának. A Bányász-város csapata később 2022 nyaráig meghosszabbította kölcsönszerződését.
2024-2025-ös szezon előtt a Ferencvároshoz igazolt.

### A válogatottban
2017 júliusában a junior világbajnokságon ötödik helyezett magyar válogatott legeredményesebb góllövője volt, 49 találatával a góllövőlista negyedik helyén végzett. A torna legjobb irányítójának is megválasztották.
Decemberben bekerült Ljubomir Vranjes bő Európa-bajnoki keretébe, de a Csurgói KK elleni bajnokin súlyos sérülést szenvedett, a vizsgálatok keresztszalag-szakadást és belső porcsérülést állapítottak meg, így több hónapos kihagyásra kényszerült és lemaradt a kontinenstornáról. Sérülése után tagja volt a 2020-as Európa-bajnokságon résztvevő magyar válogatottnak.
Tagja volt a 2021-es világbajnokságon 5. helyezett csapatnak. A két évvel későbbi világbajnokságra utazó keretnek nem volt tagja, csupán tartalékként lett nevezve, pályára nem lépett a tornán.

## Magánélete
2022 nyarán vette feleségül a szintén válogatott kézilabdázó Lukács Viktóriát.

## Sikerei, díjai
Veszprém
- Magyar Kupa-győztes: 2017–18

Egyéni elismerés
- Az év utánpótláskorú játékosa Magyarországon: 2017[21]
- Magyar bajnokság gólkirálya: 2017
- Junior világbajnokság legjobb irányítója és az All Star csapat tagja: 2017[22]